# Dariya Nedashkovska
Dariya Yurivna Nedashkovska –en ucraniano, Дарія Юріївна Недашковська– (Kalush, 14 de octubre de 1984) es una deportista ucraniana que compitió en esgrima, especialista en la modalidad de sable. Ganó una medalla de bronce en el Campeonato Europeo de Esgrima de 2005, en la prueba por equipos.

## Palmarés internacional
| Campeonato Europeo | Campeonato Europeo     | Campeonato Europeo | Campeonato Europeo |
| Año                | Lugar                  | Medalla            | Prueba             |
| ------------------ | ---------------------- | ------------------ | ------------------ |
| 2005               | Zalaegerszeg (Hungría) | Medalla de bronce  | Sable por equipos  |